# 小幡章
小幡 章（おばた あきら、1957年12月7日 - ）はテレビ新潟の元アナウンサー。現在は、同局の子会社「TeNYサービス」へ出向。埼玉県浦和市（現・さいたま市）出身。
中央大学卒業後、1981年開局と同時にテレビ新潟に入社。
『夕方ワイド新潟一番』の初代メインキャスター（現在は堀敏彦が担当）を担当。その後、報道部副部長、制作部長、東北支社長、編成局・メディア開発部長を歴任し、2014年現在、子会社の「TeNYサービス」へ出向し、同局初のキャラクター「てっと君」のグッズを担当している。
愛称は三遊亭白鳥から「オバッチ」と呼ばれている。

## 出演番組
- YesMy学校自慢(1981年4月〜？。制作・ディレクター・編集兼任)
- 夕方ワイド新潟一番
- ズームイン!!朝!・新潟中継キャスター
- 開局30周年感謝祭　ТeNY博だよ新潟一番（2010年11月20日、21日）「ネほりハほり特別版」「ホリハクチョウオバタ　オヤジ3人旅」
- 新潟一番放送4000回記念ウィーク（2011年9月26日 - 30日）「ネほりハほり」
- 局名告知（1998年1月のTeNYの略称変更後 - 2006年9月まで。深夜の休止が生じた日の放送終了と開始時のアナウンス。NNN24→日テレニュース24のフィラーが開始されてからのジャンクション（日付切り替え）のものは堀敏彦だった）

## エピソード
アナウンサー時代
- 1980年代に放送された「紳士服の三紳」のCMに出演、1990年代には「サントリーウイスキー角瓶」のCMに新潟テレビ21アナウンサー（当時）山本肇、新潟総合テレビアナウンサー（当時）の山本安幸、新潟放送パーソナリティー（当時）の大倉修吾と共演していた。

10年ぶりのテレビ出演
- 2010年11月20日、21日放送の「開局30周年に感謝祭　TeNY博だよ新潟一番」のイベント会場に異動以来10年ぶりにテレビに姿を見せた。またTeNY後輩だった峰剛一もフリーになって以来久々に出演した[1]。2011年9月26日〜30日放送の「新潟一番」の「4000回記念ウィーク」にも増子と共に再びテレビに姿を見せた。